# جين سكوت (صحفية)
جين سكوت (بالإنجليزية: Jane Scott) هي صحفية وضابطة أمريكية، ولدت في 3 مايو 1919، وتوفيت في 4 يوليو 2011.